# Leandro Lozano
Leandro Nicolás Lozano Fernández, noto semplicemente come Leandro Lozano (Montevideo, 19 dicembre 1998), è un calciatore uruguaiano, difensore dell' Argentinos Juniors.

## Carriera
Cresciuto nel settore giovanile del Boston River, ha debuttato in prima squadra il 10 agosto 2019 disputando l'incontro di  Primera División Profesional pareggiato 0-0 contro il Nacional.

## Palmarès
- Campionato uruguaiano: 1

Nacional: 2022